# Hreðavatn
Hreðavatn är en sjö på Island. Den ligger nära Ringvägen. Dess yta är 1,14 km2.